# Ultra-wideband
UWB (англ. Ultra-Wide Band, ультраширокий діапазон) — це бездротова технологія зв’язку на малих відстанях при низьких витратах енергії, яка використовує надширокосмугові сигнали з вкрай низькою спектральною щільністю потужності.  UWB має традиційне застосування в радіолокаційній зйомці. Останні застосування спрямовані на збір даних датчиків, точне визначення місцезнаходження та відстеження. Підтримка UWB почала з’являтися в смартфонах високого класу з 2019 року.

## Характеристики
UWB — це технологія передачі інформації за допомогою широкої смуги пропускання (>500 МГц ). Це дозволяє передавати велику кількість енергії сигналу без інтерференції із вузькосмуговим сигналом та передачу несучої хвилі в тому самому діапазоні частот. 
Важлива різниця між традиційною радіопередачею та UWB є те що традиційні системи передають інформацію, змінюючи потужність, частоту або фазу синосоїдального сигналу. UWB передавач генерує радіо сигнал в конкретному часовому інтервалі і займає широкий спектр, таким чином використовує фазово-імпульсну модуляцію. 

## Застосування
Пристрої UWB можуть точно вимірювати відстань, а також положення, оскільки їх сигнал краще проходить крізь перешкоди і стіни, ніж сигнал існуючих бездротових мереж, таких як Wi-Fi і Bluetooth. Тому сфери застосування дуже різноманітні.

#### Електронні ключі
UWB цифровий ключ до автомобіля функціонує базуючись на відстані між автомобілем і смартфоном. Технологія дозволяє не тільки обмінюватись даними для відкриття/закриття авто, а також допомагає швидко знайти транспорт на парковці, завдяки високій точності позиціонування.

#### Точний пошук речей
Технологія дозволяє на невеликих відстанях забезпечити точний пошук ключів та інших дрібних речей. Точність визначення відстані до декількох сантиметрів. Реалізовано в трекерах (пристроях для відстеження) Apple AirTag, Samsung Galaxy SmartTag і т.д.

## Регулювання
В Україні діапазон частот (3,1-10.6 ГГц) в якому працює технологія UWB використовується цивільними та військовими службами, і за нього відповідає УДЦР. На даний момент технологія в Україні не доступна і не врегульована.